# تامارا بونکه
تامارا بونکه (انگلیسی: Tamara Bunke؛ ۱۹ نوامبر ۱۹۳۷ – ۳۱ اوت ۱۹۶۷) که بیشتر او را تانیا یا تانیای چریک می‌شناسند، یک انقلابی کمونیست و پارتیزان اهل آرژانتین بود که بعد از انقلاب کوبا نقش برجسته ای در دولت کوبا و همچنین در جنبش‌های انقلابی مختلف آمریکای لاتین ایفا کرد. او در قیام بولیوی (۱۹۶۶–۱۹۶۷) در کنار چریک‌های مارکسیستی تحت فرماندهی ارنستو چه‌گوارا جنگید و با کمک سیا در کمینگاه تکاوران ارتش بولیوی کشته شد.

## زندگی‌نامه
بونکه در بوئنوس آیرس، آرژانتین به دنیا آمد و در یک خانواده چپ‌گرا رشد کرد که اصالتاً لهستانی بودند. مادرش یهودی بود و پدرش اریش در سال ۱۹۲۸ به حزب کمونیست آلمان (۱۹۱۸) پیوسته بود. با روی کار آمدن آلمان نازی در سال ۱۹۳۳ همراه با همسرش به آرژانتین گریخت. دو سال پس از مهاجرت آن‌ها تامارا به دنیا آمد. والدین او بلافاصله به حزب کمونیست آرژانتین پیوستند و تامارا و برادرش اولاف در یک فضای سیاسی مملو از اتهامات رشد کردند. خانه تامارا در بوینوس آیرس اغلب محل برگزاری جلسات، کمک به پناهندگان، مخفی کردن نشریات و گاهی اوقات اسلحه بود.
بونکه در جوانی، یک ورزشکار مشتاق و یک دانش‌آموز ممتاز بود، او علاقه خاصی به موسیقی فولکلور آمریکای جنوبی داشت. با این حال، در سال ۱۹۵۲، همه خانواده بونکه به آلمان شرقی بازگشتند و در آیزنهوتنشتات مستقر شدند (بعداً با نام Eisenhüttenstadt آیزنهاوتتنشتاد تغییر یافت). بونکه تا سن بلوغ به فراگیری زبان آلمانی نپرداخت.

## تحصیلات دانشگاهی (۱۹۵۹–۱۹۵۳)
بونکه در ۱۹۵۸ به دانشگاه هومبولت در برلین شرقی رفت و در رشته علوم سیاسی به تحصیل پرداخت. او به سازمان جوانان حزب حاکم آلمان (حزب وحدت سوسیالیست) (FGY) پیوست. علاوه بر این، تامارا به فدراسیون جهانی جوانان پیوست و در جشنواره‌های جهانی جوانان و دانشجویان در وین، پراگ، مسکو و سرانجام هاوانا در کوبا شرکت کرد. علاقه شدید وی به آمریکای لاتین و همچنین تسلطش به چند زبان (او به زبان‌های فرانسوی، انگلیسی، اسپانیایی و آلمانی صحبت می‌کرد) او را برای رهبران سوسیالیست حزبش، نیرویی کارآمد و مفید ساخته بود. از او انتظار می‌رفت دانشجویان اهالی آمریکای لاتین را زیر نظر داشته باشد و با آنها که مستعدتر و با انگیزه‌تر به نظر می‌رسند، ارتباط برقرار کند. آمریکای لاتین در آن سال‌ها مهد تحولات انقلابی بود و جریان‌های سوسیالیستی ریز و درشت بسیاری در آن فعالیت داشتند. تامارا به دلیل تسلطش به زبان به زودی مترجم بخش بین‌المللی سازمان جوانان (FGY) شد. وی در جریان انقلاب کوبا و پس از پیروزی آن در سال ۱۹۵۹ به تبلیغ و ترجمه آثار انقلاب کوبا برای علاقه‌مندان به جنبش کوبا پرداخت.

## کوبا و چه گوارا (۱۹۶۰–۶۴)

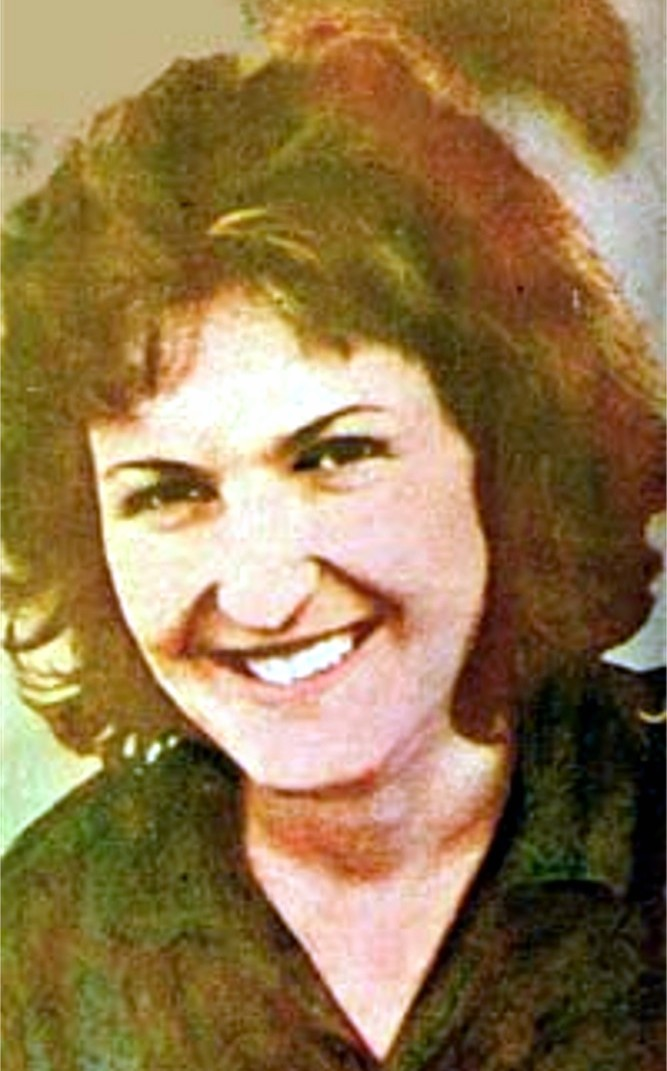
بونکه نخستین بار در سال ۱۹۶۱ وارد کوبا شد.

در سال ۱۹۶۰، در سن ۲۳ سالگی، بونکه با انقلابی مارکسیست چه گوارا ملاقات کرد و به شدت تحت تأثیر او واقع شد. در آن ایام چه‌گوارا با یک هیئت تجاری کوبایی به شهر شرقی لایپزیگ سفر کرده بود و بونکه که چه را قهرمان خود یافت، مترجمی او را برعهده گرفت و علاوه بر ترجمه مجذوب عقاید گوارا شد. بونکه با الهام از انقلاب کوبا که چه‌گوارا را به نمادی بین‌المللی تبدیل کرده بود، در ۱۹۶۱ زندگی در کوبا را انتخاب کرد. بونکه ابتدا به صورت داوطلب دنبال کار، آموزش و ساخت خانه و مدرسه در حومه شهر بود. میزبانان کوبایی او هنگامی که از خدماتی که ارائه می‌کرد به کارایی‌های تامارا، نظم و انضباط و اخلاق او پی بردند. . او را در تیپ‌های کار سازمان داده و به کمک به شبه نظامیان پرداخت و در کمپین سوادآموزی کوبا شرکت کرد. وی همچنین در وزارت آموزش و پرورش، انستیتوی دوستی کوبا با مردم و فدراسیون زنان کوبایی خدمت کرد.
سرانجام تامارا برای عملیاتی موسوم به «شبح» انتخاب شد و با نام جعلی «لورا گوتیرز» به آخرین سفر ماجراجویانه‌اش به بولیوی رفت. مأموریت او در بولیوی این بود که با برخی مقامات محلی ارتباط برقرار کند و بررسی کند که آیا کارگران و کشاورزان برای یک قیام انقلابی آمادگی دارند یا نه.
هدف چه‌گوارا برانگیختن یک قیام انقلابی در سراسر آمریکای لاتین از جمله آرژانتین، پاراگوئه، برزیل، پرو و شیلی بود. تا با ایجاد دو سه کانون تنش مانند ویتنام امپریالیسم آمریکا را به چالش بکشد. در زمان آماده‌سازی در یکی از مجموعه‌های مربوط به اطلاعات و ارتباطات در کاخ ریاست‌جمهوری بولیوی مشغول به کار شد و به فرزندان رئیس‌جمهور، زبان آلمانی یاد می‌داد. چه‌گوارا آموزش بونکه را به داریل آلارسین رامرز (معروف به گور بنو) در پینار دل ریو در غرب کوبا سپرد تا به وی آموزش دهد. گوارا می‌خواست بونکه آموزش دفاع از خود را فرا بگیرد، مانند نحوه استفاده از چاقو، اسلحه و مسلسل و تپانچه؛ و نحوه ارسال و دریافت پیام‌های تلگراف و پیام‌های رمزگذاری شده از طریق رادیو. در این دوره بود که او نام تانیا را به تامارا تغییر داد و در طول دوره آموزشی‌اش در کوبا و بعداً در مزرعه‌ای کوچک در حومه پراگ، بونکه با هوشمندی، استقامت و مهارت‌هایش در زمینه جاسوسی کوبایی‌ها را تحت تأثیر قرار داد. به عنوان مثال بنیینو، او را «بخشنده، زیبا و مهربان نام نهاد، وی را همچنین در زمینه دیسیپلین بسیار سخت» توصیف کرده‌اند. او بیشتر با سرگرم کردن آنها در اردوگاه آموزشی و نواختن آهنگ‌های مردمی آرژانتینی به وسیله آکوردئون یا گیتار، در کوبایی‌ها حس همگرایی را تقویت کرد. علاوه بر این، دولت کوبا وی را به عنوان یک فرد بسیار دوست‌داشتنی که می‌توانست به راحتی دوستی را تقویت کند تشخیص داد، چه‌گوارا فهمید که وی دارای ویژگی‌های مفیدی برای کارهای بعدی‌اش در بولیوی است.

## شورش بولیوی (۶۷–۱۹۶۴)

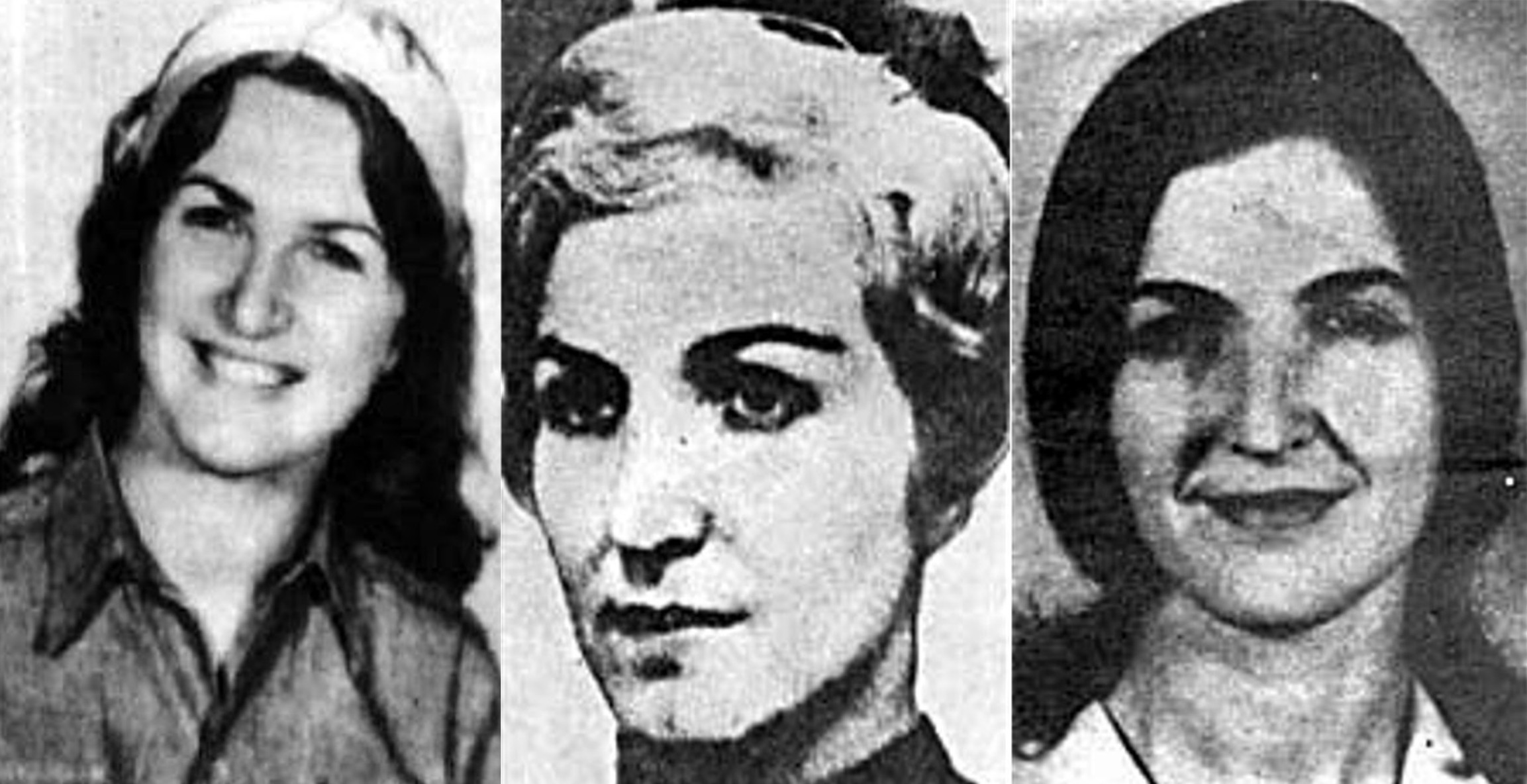
در طول سال‌های کار برای دولت کوبا (۱۹۶۱–۱۹۶۷)، بونکه از فرم‌ها و چهره شخصیت‌های مختلفی استفاده کرد.

در اکتبر ۱۹۶۴، بونکه با نام جعلی «لورا گوتیرز» بائر، به عنوان مأمور مخفی، آخرین کارزار گوارا را در سفر به بولیوی آغاز کرد. اولین مأموریت وی جمع‌آوری اطلاعات در مورد نخبگان سیاسی بولیوی و قدرت نیروهای مسلح این کشور بود. وی به عنوان یک متخصص راستگرا در زمینه فولکلوریک سنت‌های آرژانتین، به سرعت خود را پیدا کرد و با نفوذ به محافل دانشگاهی و رسمی بولیوی، در سطح بالای جامعه آکادمیک بولیوی مطرح شد. وی با ارائّه طرح‌هایی برای توسعه جامعه لاپاز، توانست نظر رئیس‌جمهور بولیوی رنه بارینتوس را جذب کند، و حتی با او به تعطیلات به پرو رفت. به منظور حفظ پوشش خود، او همچنین با اکتشافات خود در زمینه موسیقی فولکلوریک (به تولید یکی از ارزشمندترین مجموعه‌های موسیقی بولیوی در این فرایند برآمد) و به‌طور نیمه‌وقت مشغول به کار شد و برای اینکه تابعیت بولیوی را به دست آورد، با یک جوان بولیویایی ازدواج کرد.
از نظر تاکتیکی کاری که بونکه در ابتدا انجام می‌داد برای چریک‌های گوارا بسیار ارزشمند بود زیرا از تجهیزات رادیویی که در یک محفظه در پشت دیوار در آپارتمان خود پنهان کرده بود استفاده می‌کرد تا نه تنها پیام‌های رمزگذاری شده به فیدل کاسترو در هاوانا ارسال کند بلکه به چریک‌های چه‌گوارا نیز پیام می‌داد.
اما در اواخر سال ۱۹۶۶، عدم اعتماد به همرزمان در شبکه شهری که برای حمایت از چریک‌ها مستقر شده بودند، بونکه را وادار کرد تا در چندین مورد به اردوگاه روستایی خود در آنچه هوازو سفر کنند. در یکی از این سفرها، یک کمونیست اسیر بولیوی خانه‌ای امن را در اختیار تانیا قرار داد تا در این پوشش به تألیف کتاب بپردازد. درنتیجه انفجار در این محل، او چاره‌ای جز پیوستن به مبارزات چریکی و چریک‌های مسلح چه‌گوارا نداشت. پس از پیوستن به چریک‌ها وی مسئول جیره‌بندی مواد غذایی و نظارت بر پخش رادیو شد.

## مرگ
"آیا روزی نامم به فراموشی سپرده خواهد شد و هیچ چیز از من بر روی زمین باقی نخواهد ماند؟"

—-- تامارا بونکه، شعری در سال ۱۹۶۶
ساعت ۵:۲۰ عصر ۳۱ اوت ۱۹۶۷، یک ستون از چریک‌ها در وادو دل یسو واقع در ریو گرانده به کمین افتادند. تانیا که تا کمر در آب بود اسلحه‌اش را بالای سرش قرار داده بود و پس از شلیک‌هایی که به بازو و ریه‌اش اصابت کرد، او به همراه هشت تن دیگر از چریکانش یکی پس از دیگری کشته شدند. جسد وی سپس به پایین کوهستان منتقل شد و چند روز بعد در ۶ سپتامبر توسط ارتش بولیوی شناسایی شد. هنگامی که جنازه وی را به رنه بارینتوس رئیس‌جمهور بولیوی نشان دادند، تصمیم گرفت تا همراه با سایر چریک‌ها در یک قبر نامشخص به خاک سپرده شوند. با این حال، زنان اردوگاه محلی خواستار آن شدند تا به عنوان یک زن، طی مراسم مذهبی مسیحی وی را به خاک بسپارند.
هنگامی‌که مرگ وی از طریق رادیو اعلام شد، چه‌گوارا که همچنان در جنگل‌های ریو گرانده مشغول جنگ بود، از انتشار این خبر خودداری کرد؛ زیرا مشکوک به این بود که برای تحقیرکردن او دست به تبلیغ زده‌اند. بعدها، هنگامی که فیدل کاسترو از مرگ وی مطلع شد، وی را «تانیا چریک» قهرمان انقلاب کوبا اعلام کرد.

### یادگار بقایا
به‌دنبال تحقیقات جان لی اندرسون بیوگرافی‌نویسی که توانست در ۱۹۹۷ به کشف بقایای جسد چه گوارا دست یابد، بقایای جسد بونکه نیز در یک گور نامشخص در یک گودال کوچک در حاشیه پایگاه ارتش والگرانده در ۱۳ اکتبر ۱۹۹۸ کشف شد. سپس بقایای جسد بونکه را به کوبا بردند و در آرامگاه چه‌گوارا در شهر سانتا کلارا، در کنار خود چه‌گوارا و چند چریک دیگر که در جریان جنگ آزدی‌بخش بولیوی (۱۹۶۶–۱۹۶۷) کشته شده‌بودند به خاک سپردند.

## ادعاهای استازی و کا گ ب
از زمان مرگ وی، شایعاتی متناقض یا ادعاهای متنوعی مبنی بر اینکه وی برای کا گ ب اتحاد جماهیر شوروی یا استازی آلمان شرقی کار کرده‌است، وجود داشته. همراه با این ادعا که او و چه گوارا در بولیوی عاشق بودند و حتی هنگامیکه وی کشته شد حامله بوده‌است. این شایعه سرانجام در سال ۲۰۱۷ توسط دکتر ابراهیم باپتیستا، که مسئول کالبد شکافی چه‌گوارا و تامارا بونکه بود، رد شد.
در سال ۱۹۹۷ در میان شایعاتی که گفته می‌شد وی برای کا گ ب یا استازی آلمانی شرقی کار می‌کرده، مادر ۸۵ ساله تانیا بونکه (نادیا بونکه) به مسکو سفر کرد تا یک بیانیه کتبی از جانشینان کا گ ب دریافت کند. وی سپس اظهار داشت که بونکه هرگز برای آنها کار نکرد. دولت آلمان، که هم‌اکنون پرونده‌های استازی را در اختیار دارد، تأیید کرد که هیچ پرونده ای در مورد وی وجود ندارد.
قبل از درگذشت مادر تانیا، نادیا بونکه در سال ۲۰۰۳، وی همچنین موفق شد کتاب تانیا، زن چه‌گوارا را که توسط نویسنده اروگوئه ای خوزه آفریدل، تهیه شده بود به دلیل اکاذیبش جلوی نشر و فروش آن را در آلمان بگیرد. دادگاه‌ها حکم دادند که این کتاب شامل ادعاهای توهین آمیز علیه تامارا بونکه بوده‌است. یعنی تکرار همان شایعه گونتر مونن، افسر امنیتی استازی، از دهه ۱۹۷۰ مبنی بر اینکه بونکه و گوارا در سال ۱۹۶۵ در حالی که با هم در پایتخت چک پراگ همکاری داشتند، رابطه نامشروع داشتند.